# Botanophila chelonocerca
Botanophila chelonocerca este o specie de muște din genul Botanophila, familia Anthomyiidae, descrisă de Xue și Yang în anul 2002.
Este endemică în Gansu. Conform Catalogue of Life specia Botanophila chelonocerca nu are subspecii cunoscute.